# Dygulybgei
Dygulybgei (russisch Дыгулыбге́й) ist ein Dorf (selo) in der Republik Kabardino-Balkarien in Russland mit 20.228 Einwohnern (Stand 14. Oktober 2010).

## Geographie
Der Ort liegt etwa 20 km Luftlinie nordnordwestlich der Republikhauptstadt Naltschik am Nordrand des Großen Kaukasus am rechten Ufer des Flusses Baksan.
Dygulybgei gehört zum Stadtkreis Baksan und befindet sich etwa 2 km südlich des Zentrums der Stadt Baksan, jenseits des Flusses faktisch unmittelbar an die Stadt anschließend.

## Geschichte
Das Dorf hieß bis um 1990 Kysburun 3-j (auch Kysburun Treti), in der Bedeutung „Drittes Kysburun“ in Abgrenzung zu den weiter flussaufwärts am Baksan gelegenen „Ersten“ und „Zweiten Kysburun“ (Kysburun 1-j, seit 2004 wieder Ataschukino, und Kysburun 2-j, seit 1992 wieder Islamei). Bereits als Dugulubgei wurde der Ort 2003 nach Baksan eingemeindet, aber einige Jahre später unter der heutigen Namensform wieder ausgegliedert, verblieb aber im Stadtkreis.

### Bevölkerungsentwicklung
| Jahr | Einwohner |
| ---- | --------- |
| 1939 | 5.179     |
| 1970 | 8.898     |
| 1979 | 11.020    |
| 2002 | 20.355    |
| 2010 | 20.228    |

Anmerkung: Volkszählungsdaten

## Verkehr
Durch Dygulybgei verläuft die alte Trasse der föderalen Fernstraße R217 Kawkas (ehemals M29), die entlang dem Kaukasusnordrand zur aserbaidschanischen Grenze führt. Seit den 1970er-Jahren existiert eine dort autobahnähnlich ausgebaute Umgehungsstraße, die südwestlich am Dorf und der benachbarten Stadt Baksan vorbeiführt.